# Lliga espanyola de futbol sala de la FEFS
La Lliga espanyola de futbol sala de la FEFS fou una competició esportiva de clubs espanyols de futbol sala.
El desembre de 1982, l'Interviu Lloyd's, campió de les tres darreres edicions del Campionat d'Espanya, abandonà les competicions organitzades per l'Associació Espanyola de Clubs de Futbol Sala (AECFS). El seu president, el periodista radiofònic José María García, denuncià irregularitats arbitrals així com disconformitat amb la gestió de la competició.Juntament amb altres clubs crearen una associació paral·lela, l'ASOFUSA, i disputaren les competicions organitzades per la Federació Espanyola de Futbol Sala (FEFS). La primera edició de la Lliga se celebrà la temporada 1984-85 i es proclamà primer campió l'Interviu Lloyd's. El club madrileny repetí títol en sis ocasions de forma consecutiva.
El juny de 1989, l'AECFS i l'ASOFUSA arribaren a un acord per fusionar les dues lligues existents i crearen una nova competició, la Lliga Nacional de Futbol Sala, on hi participaren els clubs de futbol sala d'ambdues associacions. Tanmateix, el torneig es continuà celebrant amb clubs de nivell amateur i es discontinuà durant la dècada del 1990.

## Historial
| En negreta = Equip guanyador 1-1 = Marcador campió-subcampió (prò.) = Pròrroga (p.) = Penals (1) = Nombre de títols Nota: Noms dels equips segons l'època. |

| Edició | Temp.   | Campió                | Resultat | Subcampió                  | refs.         |
| ------ | ------- | --------------------- | -------- | -------------------------- | ------------- |
| I      | 1983-84 | Interviu Lloyd's (1)  | lliga    | CD Toledeport              | [ 7 ] [ 8 ]   |
| II     | 1984-85 | Interviu Lloyd's (2)  | lliga    | Distrito 10-Saica          | [ 3 ] [ 9 ]   |
| III    | 1985-86 | Interviu Lloyd's (3)  | lliga A1 | Toledo FS                  | [ 10 ] [ 11 ] |
| IV     | 1986-87 | Interviu Lloyd's (4)  | lliga A1 | Todagrés Vila-real         | [ 12 ]        |
| V      | 1987-88 | Interviu Lloyd's (5)  | lliga A1 | Redislogar Cotransa        | [ 13 ]        |
| VI     | 1988-89 | Interviu Lloyd's (6)  | lliga A1 | Buades Electricista Palma  | [ 5 ]         |
| VII    | 1989-90 | Jaen Oliva Secavi (1) |          |                            |               |
| VIII   | 1990-91 | Jaen Oliva Secavi (2) |          | Sala-10 Electricidad Amaro | [ 14 ]        |
| IX     | 1991-92 | Jaen Oliva Secavi (3) |          |                            |               |